# Margaret Fowler
Margaret „Peg“ Fowler (* 9. November 1916; † 28. Februar 1991 in Rochester, New York) war eine US-amerikanische Fußballfunktionärin. Im Jahre 1979 wurde sie in der Kategorie „Funktionär“ als zweite Frau überhaupt in die National Soccer Hall of Fame aufgenommen.

## Leben und Karriere
Margaret, genannt Peg, Fowler wurde am 9. November 1916 geboren und hatte an der Seite ihres Ehemannes Dan Fowler, der nach seiner aktiven Karriere ebenfalls im administrativen Bereich tätig war, eine Laufbahn als Fußballfunktionärin. So war sie ab 1947 bei der Rochester and District Soccer League als Sekretärin tätig, später war sie jahrelang in selber Funktion bei der Northwestern New York State Association aktiv. In diesen Funktionen war sie jahrelang tätig, bis sie in den Ruhestand ging. Nachdem ihr Gatte bereits im Jahre 1970 in der Kategorie „Funktionär“ in die National Soccer Hall of Fame aufgenommen worden war, folgte ihm Peg Fowler im Jahre 1979 und war damit die zweite Frau überhaupt, die in die US-amerikanische Fußballruhmeshalle aufgenommen wurde. Am 28. Februar 1991 verstarb sie, rund ein halbes Jahr vor ihrem Ehemann, in Rochester im US-Bundesstaat New York.